# Felipe Biella
Felipe Guillermo Biella Calvet (Salta, 20 de junio de 1964) es el actual presidente del partido político argentino Salta Independiente. Fue candidato a diputado nacional por el frente SI-PRS.
Vinculado al medio académico, profesional y empresario de la provincia de Salta, es Doctor en Ingeniería y Magíster en Administración de Negocios.
Escribió el libro "Una vivienda para cada argentino", basado en su tesis doctoral.

## Biografía
Desde el año 1989 hasta la actualidad se desempeña como docente universitario e investigador del Instituto de Ingeniería Civil y Medio Ambiente de la Universidad Nacional de Salta. Es miembro del Comité Académico de la Carrera “Maestría en Administración de Negocios” y Director de la Carrera de Posgrado “Maestría en Gestión de Proyectos, Obras y Desarrollos Inmobiliarios” de la Universidad Católica de Salta. Es docente en las cátedras de Economía y Administración de Obras de la Universidad Nacional de Salta
En materia política, fue secretario del bloque Unión para el Desarrollo Social en el Congreso de la Nación durante el período 2011-2015 y fundador del partido que actualmente preside.
Proveniente de una familia con fuerte tradición política en Salta, Felipe es hermano del exdiputado nacional Bernardo Biella y nieto del exgobernador Bernardino Biella.
Cursó sus estudios de grado en la Universidad Nacional de Salta, obteniendo el título de ingeniería en Construcciones en el año 1989 y posteriormente de "profesor universitario de Ingeniería" en la Universidad Católica de Salta.
En 2021 se presentó como precandidato a diputado nacional en primer término en la lista de SI+PRS acompañado en segundo término por Elsa Pereyra Maidana, exdiputada nacional de los renovadores. En las PASO 2021 confirmó su candidatura a diputado nacional logrando 62.074 votos en toda la provincia. Biella en dicha elección fue el candidato más votado de manera individual en la capital salteña y el cuarto más votado en la provincia por detrás de Emiliano Estrada, Guillermo Durand Cornejo y Carlos Zapata.
En las Elecciones legislativas de Argentina de 2021 Felipe Biella tuvo un crecimiento de casi el 50% y logró superar a Guillermo Durand Cornejo relegándolo al cuarto lugar mientras Biella entró al podio. De todas maneras los más de 80 mil votos obtenidos por la alianza SI+PRS no fueron suficientes para obtener un escaño legislativo debido a la gran cantidad de votantes obtenidos por el Frente de Todos y Juntos por el Cambio+ que empoderaron a dos y a un diputado nacional respectivamente.
En enero de 2023 Biella rompe su armado independiente y conforma con el dirigente kirchnerista Emiliano Estrada y el olmedista Carlos Zapata un nuevo frente electoral de cara a las elecciones de dicho año llamado Avancemos. Dicho armado planteaba que superaba a la grieta y que se centraban en las coincidencias y no en las diferencias, con esa lógica logró aglutinar varios dirigentes de ideologías variadas como Martín Grande, exiliado del PRO tras su pelea con Inés Liendo y Martín Pugliese, Cristina Fiore, expresidente del Partido Renovador de Salta, "Kitty" Blanco del Partido de la Cultura, la Educación y el Trabajo referenciado en Jorge Guaymás y el director del PAMI en Salta, Ignacio González. Esa conformación le valió críticas de parte de su electorado ya que ellos sostenían haberlo votado por ser independiente del kirchnerismo y el macrismo y no para que se alinee con ellos. Además criticaron a Biella con un archivo periodístico en donde criticaba a Emiliano Estrada por ser parte del kirchnerismo que había revoleado bolsos con dinero hecho con corrupción y a Zapata por sus constantes cambios de ideología.